# 埃沃 (瓦兹省)
埃沃（法語：Ève，法語發音：[ɛv]）是法国瓦兹省的一个市镇，位于该省东南部，属于桑利斯区。

## 地理
埃沃（49°5'22"N, 2°42'15"E）面积10.43 平方千米，位于法国上法蘭西大區瓦兹省，该省份为法国北部内陆省份，北起索姆省，西接厄尔省和滨海塞纳省，南至塞纳-马恩省和瓦兹河谷省，东临埃纳省。
与埃沃接壤的市镇（或旧市镇、城区）包括：奥蒂斯、鲁夫尔、埃默农维尔、拉尼勒塞克、勒普莱西贝尔维尔、洛内特河畔韦尔、达马尔坦昂戈埃勒。

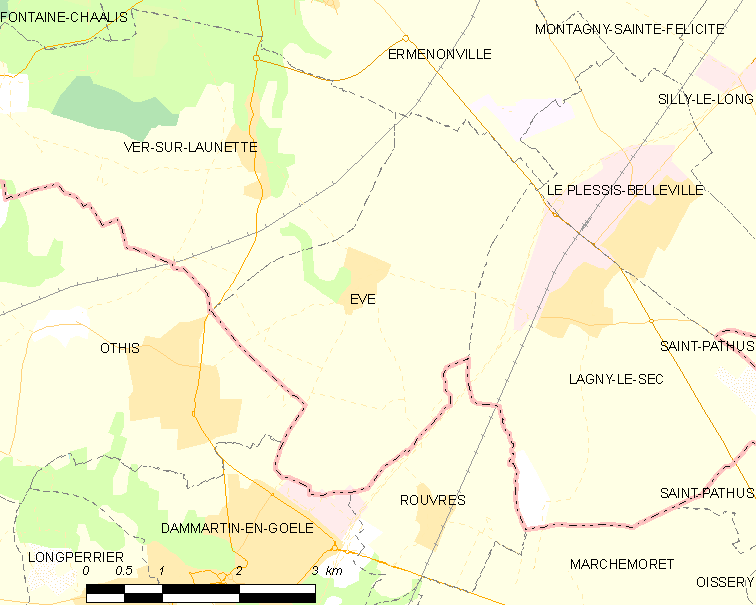
的OSM定位图

埃沃的时区为UTC+01:00、UTC+02:00（夏令时）。

## 行政
埃沃的邮政编码为60330，INSEE市镇编码为60226。

## 政治
埃沃所属的省级选区为楠特伊勒欧杜安县。

## 人口

1962-2008年间人口变化图示

埃沃于2022年1月1日时的人口数量为415人。